# Gelis hortensis
Gelis hortensis är en stekelart som först beskrevs av Christ 1791.  Gelis hortensis ingår i släktet Gelis och familjen brokparasitsteklar. Arten är reproducerande i Sverige. Inga underarter finns listade i Catalogue of Life.